# Ліхтенберг (Середня Саксонія)
Ліхтенберг (нім. Lichtenberg) — громада в Німеччині, розташована в землі Саксонія. Входить до складу району Середня Саксонія. Центр об'єднання громад Ліхтенберг.
Площа — 33,17 км2. Населення становить 2673 ос. (станом на 31 грудня 2020).

## Галерея

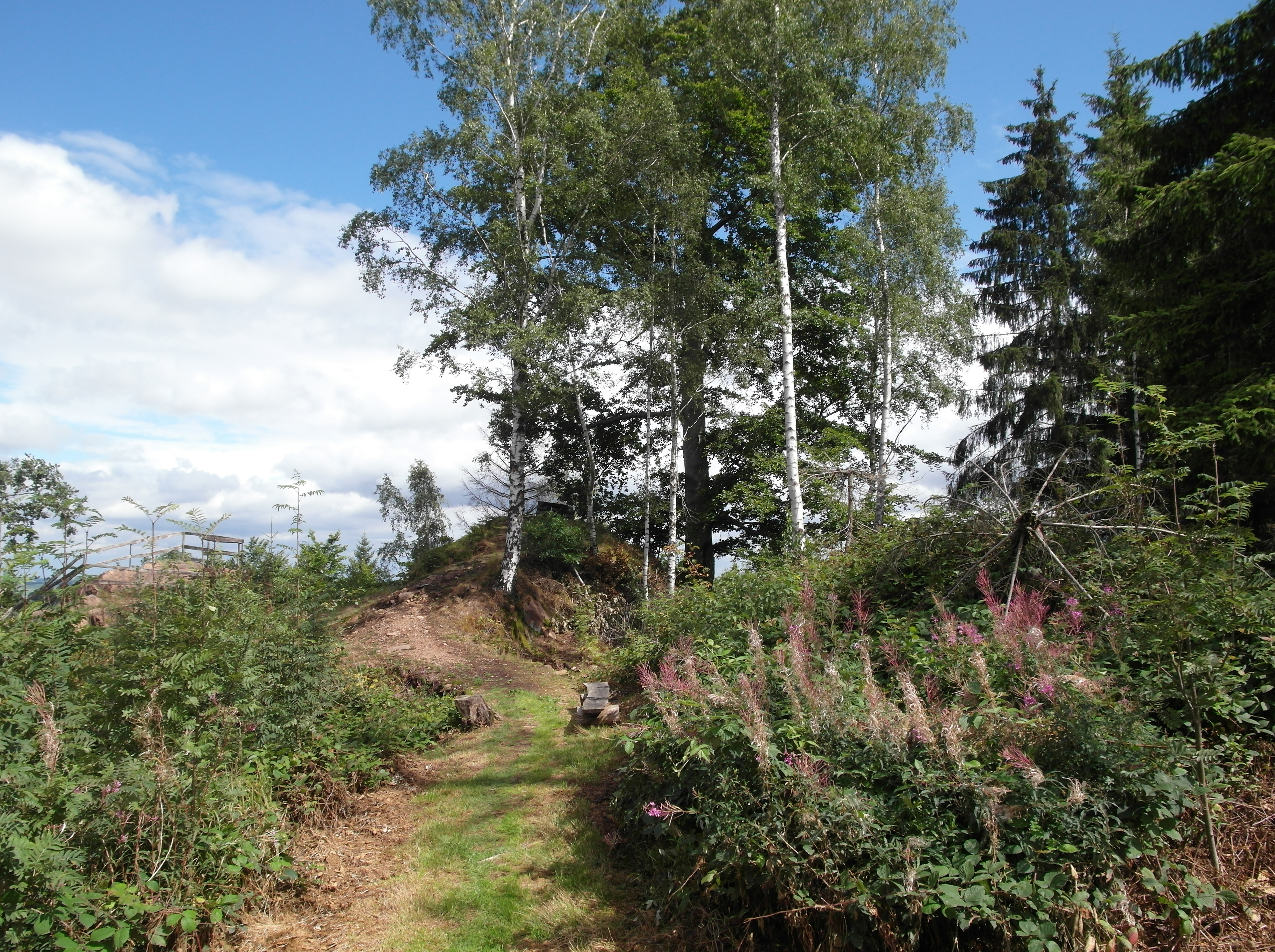
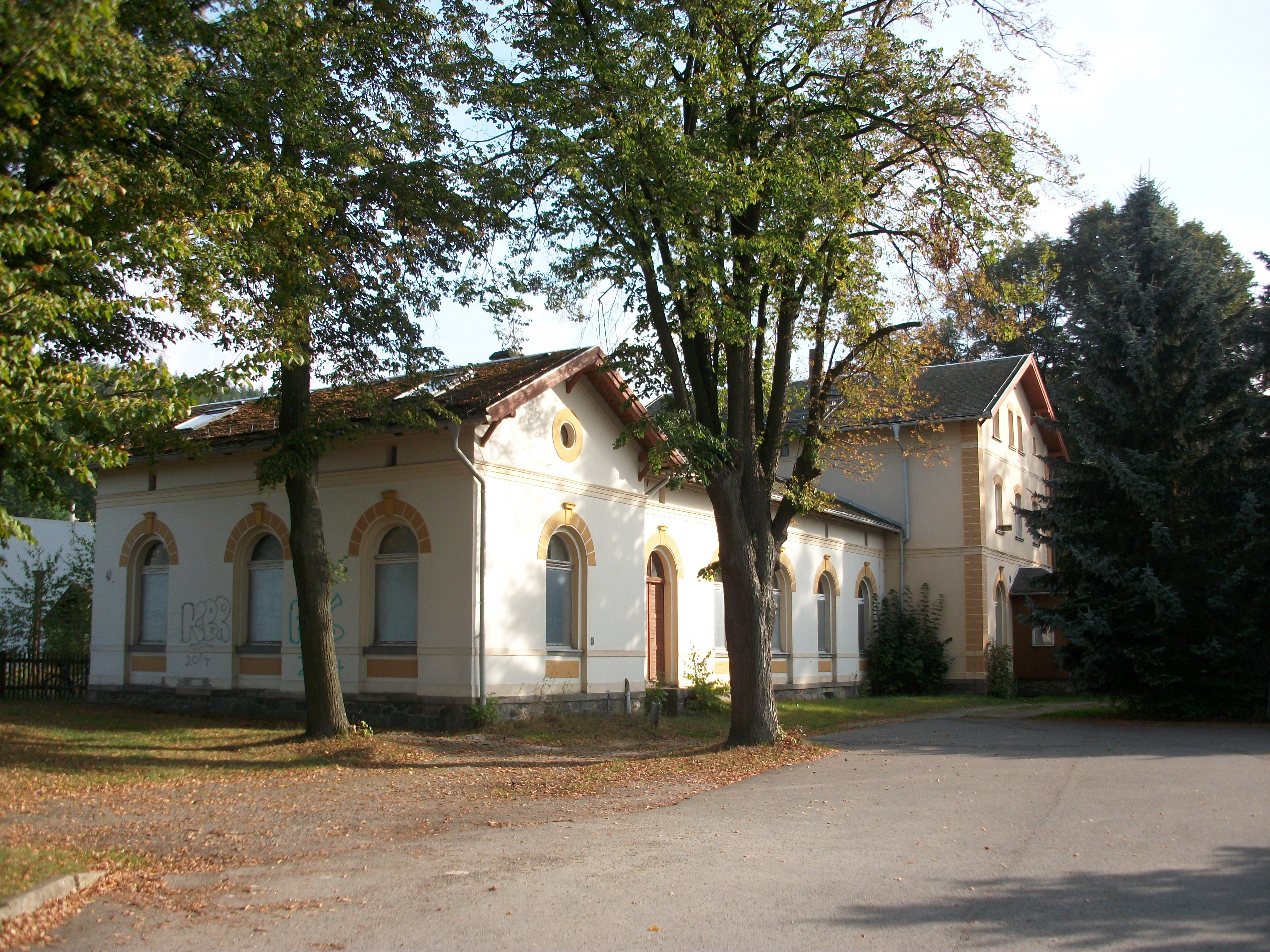